# Стеханя Вас
Стеханя Вас (словен. Stehanja vas) — поселення в общині Требнє, регіон Південно-Східна Словенія, Словенія.